# John W. Bonner
John Woodrow Bonner (* 16. Juli 1902 in Butte, Montana; † 28. März 1970) war ein US-amerikanischer Jurist und Politiker und von 1949 bis 1953 der 13. Gouverneur des Bundesstaates Montana.

## Frühe Jahre
John Bonner studierte an der University of Montana Jura. Nach seinem Examen und seiner Zulassung als Rechtsanwalt begann er in Butte zu praktizieren. Zwischen 1929 und 1936 war er Berater der Autobahnverwaltung (Highway Commission) in Montana. Bis 1940 arbeitete er auch als Berater des Eisenbahnausschusses und einer Kommission, die den öffentlichen Dienst beaufsichtigte (Public Service Commission). Bonner war Mitglied der Demokraten und wurde deren Schatzmeister in Montana. Zwischen 1941 und 1942 war er Attorney General seines Staates. Während des Zweiten Weltkrieges stieg er in der US Army bis zum Colonel auf. Im November 1948 wurde er zum neuen Gouverneur von Montana gewählt, wobei er sich mit 55,7 Prozent der Stimmen gegen den republikanischen Amtsinhaber Sam C. Ford durchsetzte.

## Gouverneur von Montana
Bonner trat sein neues Amt am 3. Januar 1949 an. In seiner Amtszeit wurde in Montana ein staatliches Altersheim gegründet. Der Ausbau der Straßen und Autobahnen wurde vorangetrieben. Einige Behörden wie das Arbeitsministerium, das Wirtschaftsministerium oder das Landwirtschaftsministerium wurden reformiert. Außerdem wurde ein Gesetz verabschiedet, das den Kriegsveteranen Vorrechte bei Einstellungen einräumte. Im Jahr 1952 bewarb sich Bonner erfolglos um seine Wiederwahl.
Nach dem Ende seiner Amtszeit wurde er wieder als Rechtsanwalt tätig. Seit 1968 bis zu seinem Tod am 28. März 1970 war er Richter am Montana Supreme Court. John Bonner war mit Josephine A. Martin verheiratet, mit der er fünf Kinder hatte.